# Mustapha Toumi
Mustapha Toumi (14 juillet 1937, Alger -  2 avril 2013, Alger) est un compositeur et parolier, poète et journaliste algérien de langue française, animateur culturel et peintre. Il appartient à la première génération d'écrivains algériens qui ont combattu dans leurs ouvrages le colonialisme.

## Biographie
Mustapha Toumi naît dans la Casbah d'Alger dans une famille originaire de Bordj Menaïel Wilaya de Boumerdes . En 1950 il joue dans une pièce de théâtre intitulée La Kahena avec Mustapha Kateb et Mahieddine Bachetarzi, écrit ses premiers poèmes et  une dizaine de pièces de théâtre traitant de thèmes sociaux. À partir de 1951, il publie des poèmes dans Alger républicain.
Militant dans les rangs du FLN, Mustapha Toumi participe en 1958 à sa radio clandestine « Sawt el Djazaïr » (La voix de l’Algérie libre et combattante), et fait ses débuts de parolier en écrivant plusieurs chants patriotiques dont la première chanson de la troupe artistique du FLN  Qalbi ya bladi la yensak. Il est en 1960 responsable de L'Éclair, revue de l'ALN créée à Oujda.
Après 1962 Mustapha Toumi devient directeur central de l’action culturelle au ministère de l’Information et de la Culture. Il est alors l’un des animateurs culturels des premières années de l’indépendance. En 1964 il participe à la revue Novembre, éditée par la commission culturelle du FLN et est la même année le secrétaire général du premier colloque sur la musique algérienne. Il participe en 1966 à l'organisation du festival national du folklore.
Mis à l'écart après le Coup d'État de 1965 en Algérie, Mustapha Toumi, à l'occasion du premier Festival panafricain d'Alger publie et préface en 1969 l'anthologie poétique Pour l'Afrique qui rassemble les textes de 22 écrivains algériens de langue française.
Parmi les chansons que compose Mustapha Toumi dans la décennie suivante,  « Sobhan Allah ya l’tif » a été interprétée par Hadj El Anka, « Africa » par Myriam Makeba, « Che Guevara » par Mohamed Lammari,  « Soummam » par Warda al-Jazairia.
Au cinéma, Mustapha Toumi écrit en 1976 le scénario et les dialogues d’Ech-chebka de Ghaouti Bendeddouche, avec notamment Sid Ali Kouiret, Hassan El-Hassani et Chafia Boudraa, où il fait une apparition pour interpréter sa composition « Rayha wine » (Où va-t-on ?). Il compose également le scénario d’El Moufid, réalisé en 1978 par Amar Laskri.
Lors de l’ouverture démocratique de 1989 en Algérie, Mustapha Toumi revient à la politique, créant en 1990 l’Alliance nationale des démocrates indépendants (ANDI), et siégeant au Conseil National de Transition.  Durant les dernières années de sa vie, Mustapha Toumi entreprend des recherches linguistiques sur les origines de la langue amazighe. Il meurt à l'hôpital Mustapha Pacha d'une longue maladie et est enterré au cimetière El Kettar,.

### Ouvrage
- Pour l'Afrique, textes algériens réunis et présentés par Mustapha Toumi, « en guise de préface » de Frantz Fanon, introduction de Mustapha Toumi, illustrations de Mustapha Akmoun, Alger, SNED, 1969, 250 p.

### Anthologies
- Connaissance de la  poésie algérienne, Alger, Union nationale des étudiants algériens, 1966
- Pour l'Afrique, textes algériens réunis et présentés par Mustapha Toumi, Alger, SNED, 1969 [« Scarifiés », « Tierce supplique », « Lumumba », « Rituelle » (poèmes) et « Goubya ya Goubiya » (nouvelle), p. 209-220 et 221-232].
- Fleurs de novembre. Le récit algérien contemporain, Moscou, 1972 (en russe).
- Ali El Hadj Tahar, Encyclopédie de la poésie algérienne de langue française, 1930-2008, éditions Dalimen, Alger, 2009.

### Dans journaux et revues
(D'après Jean Déjeux, Bibliographie méthodique et critique de la littérature algérienne de langue française, 1945-1977, Alger, SNED, 1979.)
- « Scarifiés » et  « Lumumba » dans L'Éclair, ALN,  n° 5 et 13, mars et novembre 1961.
- « Tassadit ou l'armée de fantômes », dans  Alger-Ce soir,  Alger, 10 juin 1964. Repris dans Novembre,  n° 3, Alger, octobre-novembre 1964, p. 22-25.
- « Histoire inachevée », dans Novembre, n° 2, Alger, juillet-août 1964, p. 13-18.
- « Halètement,  dans Novembre, n° 3, Alger, octobre-novembre 1964, p. 70-71.
- « La culture nationale : ni propriété privée ni bien vacant », dans Révolution africaine, n° 102, Alger, 25 août 1966.
- « Fleur d'oranger », dans Novembre, n° 4, Alger, mars-avril 1965, p. 61-64. Repris dans Alger-Ce soir,  Alger, 9 janvier 1965.
- « Des colloques culturels à la charte culturelle, dans Démocratie nouvelle, juin 1965, p. 231-136.
- « La main de Fatma », dans Algérie-Actualité,  n° 2, Alger, 31 octobre 1965.
- « Révolution et poésie », dans El Moudjahid, Alger, 3 novembre 1965.
- « Novembre de Hamdane », dans Algérie-Actualité,  n° 15, Alger, 30 janvier 1966.
- « Culture et politique, dans Révolution africaine, n° 184, Alger, 11 août 1966.
- « Litanie agraire », dans El Moudjahid n° 186, Alger, 25 août 1966.
- « Culture et révolution. D'une forme d'aliénation », dans Révolution africaine, n° 186, Alger, 25 août 1966.
- « Les jeunes et la culture » (table ronde), dans An-Nasr, Constantine, 25 février 1967.
- « Requiem pour un mouton, dans El Moudjahid, Alger, 19 mars 1967.
- « Intellectualité et refus » (sur Kateb Yacine), dans Révolution africaine, n° 215, Alger, 27 mars 1967.
- « Pourtant Alger n’est qu’un pseudonyme »,  dans El Moudjahid, Alger, 29 août 1967.
- « Et l'autre qui ne vient pas », dans El Moudjahid, Alger, 1er novembre 1967.
- « Goubya ya Goubiya », dans Algérie-Actualité, n° 188, Alger, 25 mai 1969.
- « Si pétrole makache », dans Algérie-Actualité, n° 292, Alger, 23 mai 1971.
- Textes-poèmes sur la femme et le couple, dans El Moudjahid, Alger, 13, 22, 28 mai, 4 et 11 juin 1971.
- « Écoute Tania », dans El Moudjahid, Alger,  38 mai 1971. Repris dans Algérie-Actualité, n° 299, Alger, 11 juillet 1971.
- « La culture et l'homme », dans El Moudjahidculturel, n° 216, Alger, 10 novembre 1976.
- « Tant qu'il y aura des justes », dans El Moudjahidculturel, n° 217, Alger, 17 novembre 1976.

### Sur Mustapha Toumi
- Kaddour M'Hamsadji, « Mustapha Toumi, écrivain de l'algérianité ou derbouqueront nos colères, dans El Moudjahid, 23 mai 1970.
- Jean Déjeux, Bibliographie méthodique et critique de la littérature algérienne de langue française, 1945-1977, Alger, SNED, 1979.
- Jean Déjeux, Dictionnaire des auteurs maghrébins de langue française, Karthala, Paris, 1984, p. 207.